# Spadellidae
Spadellidae is een familie in de taxonomische indeling van de pijlwormen. De familie werd in 1965 beschreven door Tokioka.

## Geslachten
De familie telt volgende geslachten:
- Geslacht Bathyspadella
- Geslacht Calispadella
- Geslacht Hemispadella
- Geslacht Paraspadella
- Geslacht Spadella